# 仮面ライダーをつくった男たち
『仮面ライダーをつくった男たち』（かめんライダーをつくったおとこたち）は、小田克己（取材・脚本）、村枝賢一（作画）による漫画。

## 概要
平山亨や大野剣友会に焦点を当て、特撮テレビ番組『仮面ライダー』の製作現場が描かれているドキュメンタリー漫画。
第一話が講談社『週刊少年マガジン』2006年9月の2006年43号に、第二話から第四話が2007年1月の同誌2007年6〜8号に掲載された。2007年4月23日には、単行本が講談社コミックスから全1巻で発売された（ISBN 978-4-06-372285-7）。
2011年11月30日に復刻版として『仮面ライダーをつくった男たち 1971・2011』が発売された（ISBN 978-4-06-376192-4）。こちらには、2011年夏開催のイベント『仮面ライダー40周年記念 ライダー大集合!』の公式記録として写真、インタビュー、トークショーの文章化などが追加収録されている。
劇中で触れている「1972年に中村文弥に主役オファーがあったが断った特撮番組」とは『突撃! ヒューマン!!』のことである。

## サブタイトル一覧
- 第一話「泣き虫プロデューサー」
- 第二話「侍（サムライ）・大野幸太郎」
- 第三話「仮面の侍（サムライ）軍団」
- 第四話「受け継がれる魂」